# أحمد كورال
أحمد كورال هو ممثل تركي ولد في 10 نوفمبر 1982.